# Bohuslavice (kraj Wysoczyna)
Bohuslavice – miejscowość i gmina (obec) w Czechach, w kraju Wysoczyna, w powiecie Igława. W 2022 roku liczyła 128 mieszkańców.